# 피에트라카멜라
피에트라카멜라(이탈리아어: Pietracamela)는 이탈리아 아브루초주 테라모도에 위치한 코무네다. 그란산소 에 몬티델라라가 국립공원에 위치한다.